# Angelica Cioccari Solichon
Angelica Cioccari Solichon (Milano, 9 febbraio 1827 – Lugano, 14 marzo 1912) è stata una pedagogista e insegnante svizzera di origine italiana.

## Biografia
Figlia di François Solichon, commerciante di origine lionese, si diplomò al corso cantonale di metodica e didattica, col quale ebbe accesso alle scuole femminili elementari e maggiori come insegnante, quindi si associò alla Società degli Amici dell'Educazione del Popolo, e, successivamente, divenne direttrice dell'Istituto femminile di Ascona. Dopo esserne stata allontanata, nel 1861 aprì un Istituto femminile a Mendrisio.
Cercò sostegno per il suo progetto "casa industriale" al Gran Consiglio del Ticino, chiedendo invano aiuto a Luigi Pioda, quindi lasciò il cantone col marito Carlo Cioccari per andare a vivere in Italia (a Palermo e Napoli) tra il 1864 e il 1882. Rientrata poi nel Ticino, divenne vicedirettrice dell'Istituto Manzoni di Maroggia.
Nel 1855 pubblicò il manuale di economia domestica L'amica di casa (che ebbe notevole successo) e nel 1861 avviò il bimensile L'amica di casa.

## Alcune pubblicazioni
Pubblicò la rivista bimensile L'amica di casa: giornale domestico dedicato alla coltura ed all'industria femminile (dal 1861, Locarno, Tip. di Francesco Rusca), nonché vari saggi e libri di testo, tra cui:
- Vade-mecum anticolerico, ossia consigli pratici sulle precauzioni preventive e durante l'epidemia colerica., Lugano, Tip. Traversa e Degiorgi, 1884.
- La pollicoltura e la sua importanza nella pubblica economia: breve guida per l'allevamento e la coltura razionale del pollame nella Svizzera, a cura di Ferdinando Wirth e Angelica Cioccari Solichon, Lugano, Tip. Francesco Veladini e C, 1896.
- Nozioni pratiche di fisica, chimica, elettricità ed igiene, Bellinzona, Stab. Tip. Lit. di C. Salvioni, 1912.[2]

### Esercizi di lingua per allievi ed allieve di scuole uniche in più classi
- Esercizi di lingua per allievi ed allieve di scuole uniche in più classi compilati secondo i programmi.
- Esercizi di lingua per allievi ed allieve di scuole uniche in più classi: serie prima per la sezione superiore della 1ª. classe, Milano, Tipografia del Riformatorio Patronato, 1890.
- Esercizi di lingua per allievi ed allieve di scuole uniche in più classi: serie seconda, Bellinzona, Salvioni, 1908.
- Esercizi di lingua per allievi ed allieve di scuole uniche in più classi compilati secondo i programmi: serie prima, serie seconda, Bellinzona Stabilimento Tipo-Litografico A. Salvioni, 1914.
- Esercizi di lingua per allievi ed allieve di scuole uniche in più classi: serie seconda, Bellinzona, Salvioni, nuova ed. migliorata 1917.
- Esercizi di lingua per allievi ed allieve di scuole uniche in più classi: serie seconda, ed. postuma 1980.[2]

### L'amica di casa: trattato di economia domestica
Questo trattato ebbe numerose edizioni, tra cui:
- L'amica di casa: trattato di economia domestica ad uso delle giovinette italiane, Lugano, Tip. Veladini, 1864.
- L'amica di casa: trattato di economia domestica: vol. II, Milano, Tip. del Riformatorio Patronato, 1885.
- L'amica di casa: trattato di economia domestica ad uso delle giovinette italiane, Bellinzona, Stabilimento tipo-lit. C. Salvioni, 1907.
- L'amica di casa: corso superiore di economia domestica per uso delle giovinette e delle famiglie, Bellinzona, Tip. Litogr. eredi di C. Salvioni, 1910.
- L'amica di Casa. Vol. 1, Per uso delle scuole elementari: Nozioni di economia domestica ad uso delle giovinette ticinesi., Bellinzona, A. Salvioni, 1919.[2]